# Gesellschaft für Politik und Bildung Schleswig-Holstein
Die Gesellschaft für Politik und Bildung Schleswig-Holstein e.V. ist eine Bildungsinstitution in der Rechtsform eines gemeinnützigen Vereins, welche ihren Geschäftssitz in Malente hat.
Gegründet wurde die Gesellschaft im Jahr 1967 in Bad Malente-Gremsmühlen von Mitgliedern der Sozialdemokratischen Partei Deutschlands. Zu den Aufgaben der Gesellschaft gehört es, Interesse für politische Grundsatz- und Tagesfragen, die demokratische Staatsform sowie die internationale Zusammenarbeit zu wecken und politisches Wissen zu vermitteln. Zu diesem Zweck werden Vorträge, Seminare sowie Kurse initiiert, darunter auch als Bildungsurlaub anerkannte Veranstaltungen. Außerdem gibt die Gesellschaft Schriften heraus. Vorsitzender ist seit 2007 der Historiker Uwe Danker.

## Gustav Heinemann Bildungsstätte
1968 eröffnete die Gesellschaft eine Bildungsstätte, die seit 1983 den Namen Gustav Heinemann Bildungsstätte trägt. Sie ist Mitglied in der  Arbeitsgemeinschaft Demokratischer Bildungswerke e.V. (ADB)

## Beirat für Geschichte
Im Jahr 1984 entstand der heutige Beirat für Geschichte als Beirat für Geschichte der Arbeiterbewegung und Demokratie in Schleswig-Holstein. Mitinitiator und erster Sprecher des Beirats war Kurt Hamer. In den vergangenen Jahrzehnten erweiterte sich die Aufgabenstellung der Institution. Die politische Geschichte der schleswig-holsteinischen Arbeiterbewegung ist durch sozial-, wirtschafts- und mentalitätsgeschichtliche Ansätze ergänzt worden. Der Beirat für Geschichte erforscht die Geschichte der Demokratie und die schleswig-holsteinische Landesgeschichte und veröffentlicht seit 1986 das Jahrbuch Demokratische Geschichte mit allgemein verständlichen Beiträgen zur Geschichte der Demokratie im Land Schleswig-Holstein und darüber hinaus. Durch Beiträge unterschiedlicher Autoren, von Wissenschaftlern, sachkundigen Laien (beispielsweise Heimatforschern), Studierenden, Lehrkräften oder Schülern, werden verschiedene Blickwinkel auf die Thematik sowie die Möglichkeit aktiver Teilhabe eröffnet.
Des Weiteren veranstaltet der Beirat Fachtagungen und Seminare zum Themenfeld Geschichte.